# Rudolf Jubelt
Rudolf Jubelt (* 22. Dezember 1912 in Leipzig; † 10. November 1980 in Frankfurt am Main) war ein deutscher Mineraloge, Petrograph und Hochschullehrer.

## Leben

### Ausbildung
Nach Abschluss der Volksschule absolvierte er zunächst ab 1927 eine Ausbildung zum Schmied. Er holte 1947 die Hochschulreife nach und immatrikulierte sich anschließend an der Universität Leipzig für ein Studium der Geophysik. Zu seinen Professoren zählte unter anderem Robert Lauterbach. Schließlich wurde er 1952 – fernbetreut vom inzwischen in Bonn tätigen Doktorvater Karl-Hermann Scheumann – mit der Dissertation Die Nickelhydrosilikatlagerstätten bei Kuhschnappel am Südrand des Sächsischen Granulitgebirges zum Dr. rer. nat. promoviert. Später habilitierte sich Jubelt auch noch.

### Berufliche Karriere
Seinen Einstieg ins Berufsleben fand er ab 1932 als Gehilfe am Mineralogischen Institut der Universität Leipzig. In dieser Funktion prospektierte er zwischen 1940 und 1943 Erz- und Erdöllagerstätten. Nach seinem Studium erhielt er zunächst eine Anstellung beim Geologischen Dienst in Halle, der der Staatlichen Geologischen Kommission untergeordnet war. Im Herbst 1950 wurde er Lehrbeauftragter am Institut für Mineralogie und Petrographie seiner Alma Mater in Leipzig und 1966 erfolgte die Beförderung zum Dozenten für Petrographie und Lagerstättenlehre. Drei Jahre später wechselte er innerhalb der Universität an den Fachbereich Kristallographie der Sektion Chemie. Altersbedingt wurde er 1978 emeritiert.

## Wirken
Rudolf Jubelt gilt als Entdecker der sächsischen Nickelsilikaterzlagerstätten bei Kuhschnappel. Seine dortigen Forschungen Anfang der 1950er Jahre ermöglichten 1952 die Gründung der Nickelhütte St. Egidien und „schlugen sich [an der Universität Leipzig] im wachsenden Bestand einer lagerstättenkundlichen Sammlung nieder“. Obgleich der Studiengang Mineralogie in Leipzig im Zuge der III. DDR-Hochschulreform 1966 aufgelöst worden war, erwarb sich Jubelt große Verdienste um die „Erhaltung und sogar Erweiterung der mineralogisch-petrographischen Sammlungsbestände“ und gab sein „reiches Wissen auch unter schwierigen Bedingungen an [...] jüngere Kollegen weiter“. Er unternahm „nie erlahmende Anstrengungen zur populärwissenschaftlichen Verbreitung von Wissen über die Gesteinswelt“ und publizierte neben Fachartikeln auch mehrere populärwissenschaftliche Bestimmungsbücher, die bis in die 1980er Jahre zahlreiche Auflagen erlebten und auch in russischer Sprache erschienen.

## Publikationen (Auswahl)
Bücher
- Rudolf Jubelt: Die ruhelose Erde – geologisch betrachtet. Urania Verlag, 1961, 48 Seiten.
- Rudolf Jubelt: Mineralbestimmungsbuch. Deutscher Verlag für Grundstoffindustrie, 1970, 268 Seiten.

- In Westdeutschland: Mineralien. Sammeln, Bestimmen, Vorkommen, Merkmale. dtv Verlagsgesellschaft, 1976, ISBN 978-3-432-89422-5, 258 Seiten.

- Rudolf Jubelt; Peter Schreiter: Gesteinsbestimmungsbuch. Deutscher Verlag für Grundstoffindustrie, 1972, 178 Seiten.

- In Westdeutschland: Gesteine. Sammeln, Bestimmen, Vorkommen, Merkmale. Ferdinand Enke Verlag, 1980, ISBN 978-3-432-91341-4, 198 Seiten.

Fachartikel
- Rudolf Jubelt: Die Nickelhydrosilikatlagerstätten am Südrand des Sächsischen Granulitgebirges. In: Geologie. Band 2, 1953, Seiten 285–290.
- Rudolf Jubelt: Die Nickelhydrosilikatlagerstätten bei Kuhschnappel am Südrand des Sächsischen Granulitgebirges. In Wissenschaftliche Zeitschrift der Karl-Marx-Universität Leipzig, mathematisch-naturwissenschaftliche Reihe. Band 3, 1953, Seiten 239–270.
- Rudolf Jubelt: Bemerkungen zu den neuerschlossenen Nickelhydrosilikatlagerstätten am Südrand des Sächsischen Granulitgebirges. In: Freiberger Forschungshefte, Reihe C. Band 5, 1953, Seiten 11–17.
- Rudolf Jubelt; Robert Lauterbach: Die Metabasitkörper des südwestlichen Sächsischen Granulitgebirges. Beiträge zu deren Petrographie, Geologie und Geomagnetik. In: Geologie. Band 3, 1954, Seiten 773–803.
- Rudolf Jubelt: Die Silicophite am Südrand des Sächsischen Granulitgebirges. Ihre Petrographie, Erscheinungsweise und nachträgliche stoffliche Veränderungen. In: Wissenschaftliche Zeitschrift der Karl-Marx-Universität Leipzig, mathematisch-naturwissenschaftliche Reihe. Band 5, 1955, Seiten 427–455.
- Rudolf Jubelt: Entstehung und Erscheinungsweise silikatischer Nickellagerstätten. In: Zeitschrift für Angewandte Geologie. Band 2, 1956, Seiten 339–347.
- Rudolf Jubelt: Zur Geologie silikatischer Nickellagerstätten am Südrand des Sächsischen Granulitgebirges. In: Zeitschrift für Angewandte Geologie. Band 2, 1956, Seiten 371–379.
- Rudolf Jubelt: Methodik der Erkundung silikatischer Nickellagerstätten. In: Zeitschrift für Angewandte Geologie. Band 2, 1956, Seiten 395–407.
- Rudolf Jubelt: Albanien im Blickpunkt der praktischen Geologie. In: Zeitschrift für Angewandte Geologie. Band 3, 1957, Seiten 297–306.
- Rudolf Jubelt: Erkundungsmethodik im sächsischen Granulitgebirge zum Nachweis von Nickelsilikatlagerstätten. Ein Erfahrungsbericht. In: Geologie und Geophysik. Band 4, 1962, Seiten 102–121.